# Stadtpfarrkirche Großräschen

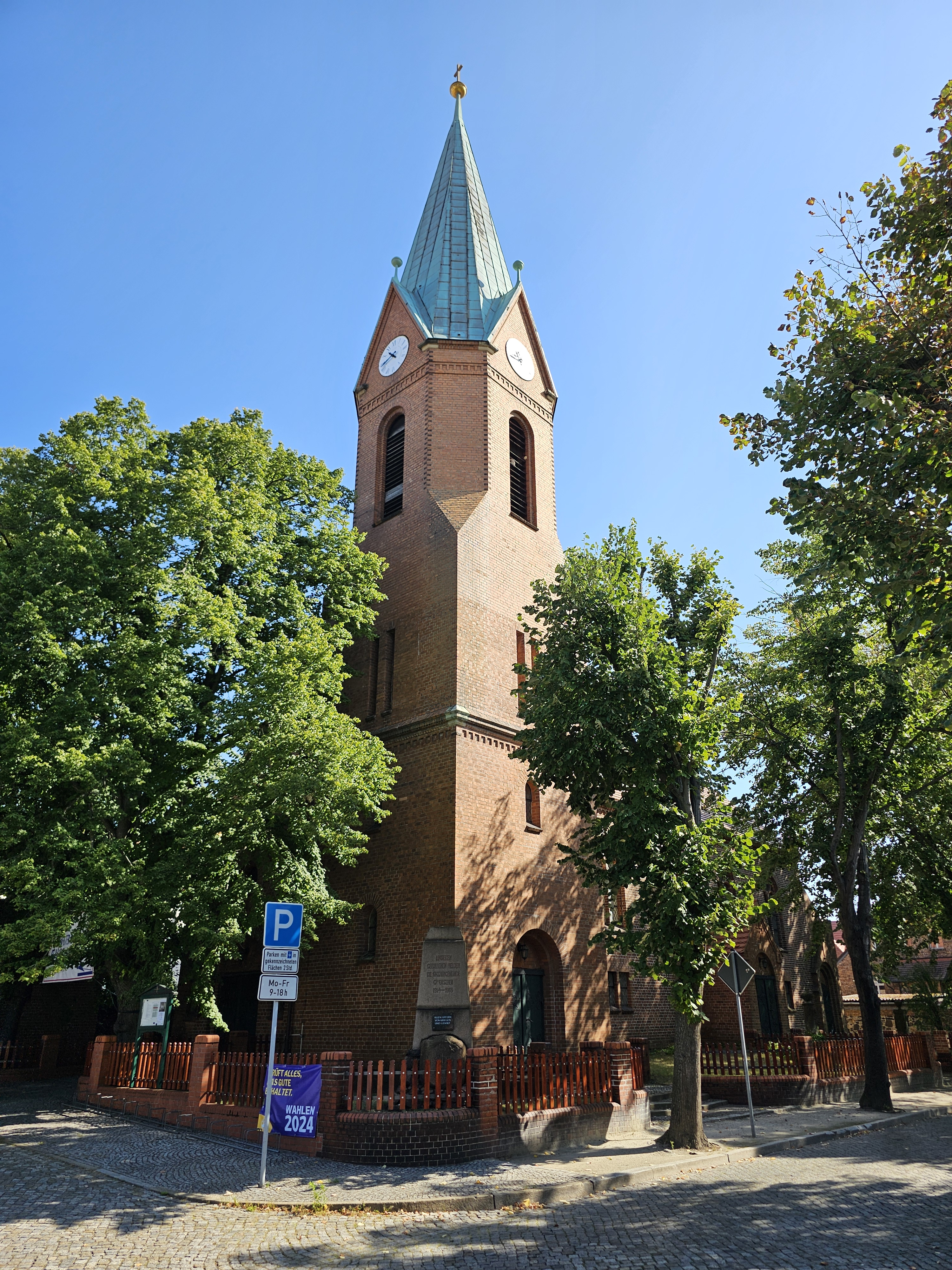
Stadtpfarrkirche Großräschen (2024)

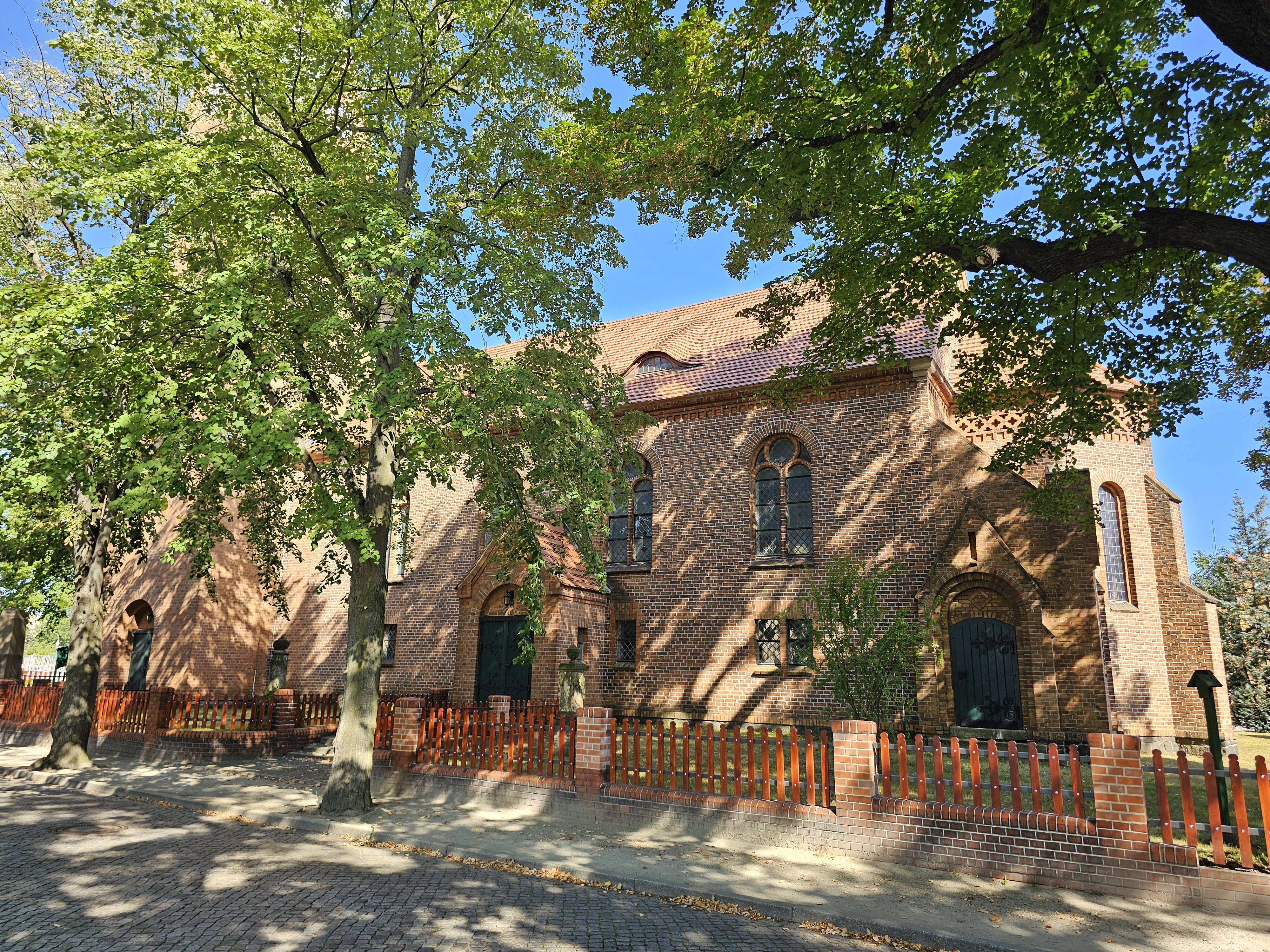
Kirchenschiff (2024)

Die Stadtpfarrkirche Großräschen ist ein Kirchengebäude in der Stadt Großräschen im Landkreis Oberspreewald-Lausitz in Brandenburg. Es gehört der Kirchengemeinde Großräschen im Kirchenkreis Niederlausitz der Evangelischen Kirche Berlin-Brandenburg-schlesische Oberlausitz. Das Gebäude ist ein eingetragenes Baudenkmal in der Denkmalliste des Landes Brandenburg.

## Geschichte und Architektur
Eine erste Kirche aus Stein wurde in Großräschen im Jahr 1656 im Zuge des Wiederaufbaus der Stadt nach dem Dreißigjährigen Krieg errichtet. Vor der Reformation gehörte Großräschen kirchlich zur Gemeinde Altdöbern, wo es eine römisch-katholische Kapelle gab. Im Jahr 1730 wurde an der ersten Kirche der Westturm angebaut, vor dem Bau der heutigen Stadtpfarrkirche wurde der Vorgängerbau abgerissen.
Das Langhaus der heutigen Kirche wurde zwischen 1871 und 1873 östlich des Marktes errichtet. Der ehemalige Kirchhof wurde dabei weitgehend überbaut. Der Turm wurde 1910 ergänzt, drei Jahre später wurde im Nordosten ein kurzes Seitenschiff angebaut. Die Ausstattung der Kirche stammt aus der Bauzeit, die Ausmalung wurde 1989 restauriert. Ende 2020 musste der Altarraum nach einem Wasserschaden saniert werden.
Die Stadtpfarrkirche Großräschen ist ein neuromanischer Ziegelbau mit rundbogigen Maßwerkfenstern und einer fünfseitigen, mit Strebepfeilern besetzten Apsis. An der Südwand des Hauptschiffs ist eine eingeschossige Vorhalle angebaut, südlich der Apsis befindet sich die Sakristei mit einem zweiflügeligen Stichbogenportal und Pultdach. Das Kirchenschiff selbst ist mit einem Satteldach überzogen, das Hauptschiff hat auf beiden Seiten Fledermausgauben. Der Turm an der südwestlichen Gebäudeecke hat ein achteckiges Glockengeschoss mit hohen rundbogigen Schallluken und Spitzgiebel mit Turmuhren, abgeschlossen wird er durch einen Spitzhelm. In der Südwand des Turms liegt ein rundbogiges Eingangsportal.

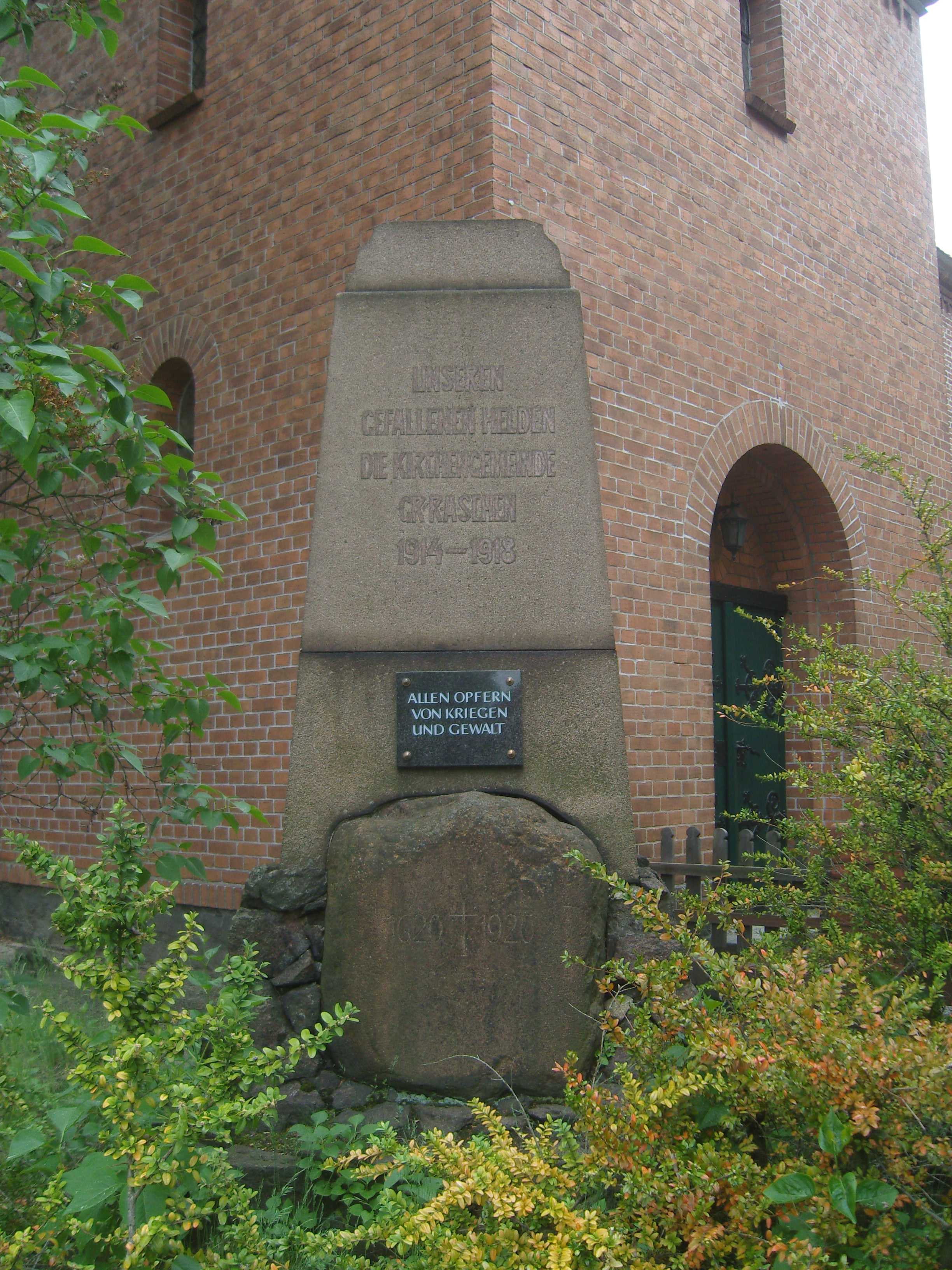
Kriegerdenkmal vor der Kirche (2010)

Das Kirchengebäude ist mit einem Lattenzaun eingefriedet, der westlich und südlich der Kirche auf einem Ziegelsockel steht. Auf dem weitgehend überbauten Friedhof steht seit den 1930er Jahren ein Kriegerdenkmal für die im Ersten Weltkrieg gefallenen Soldaten aus der Kirchengemeinde Großräschen.

## Orgel

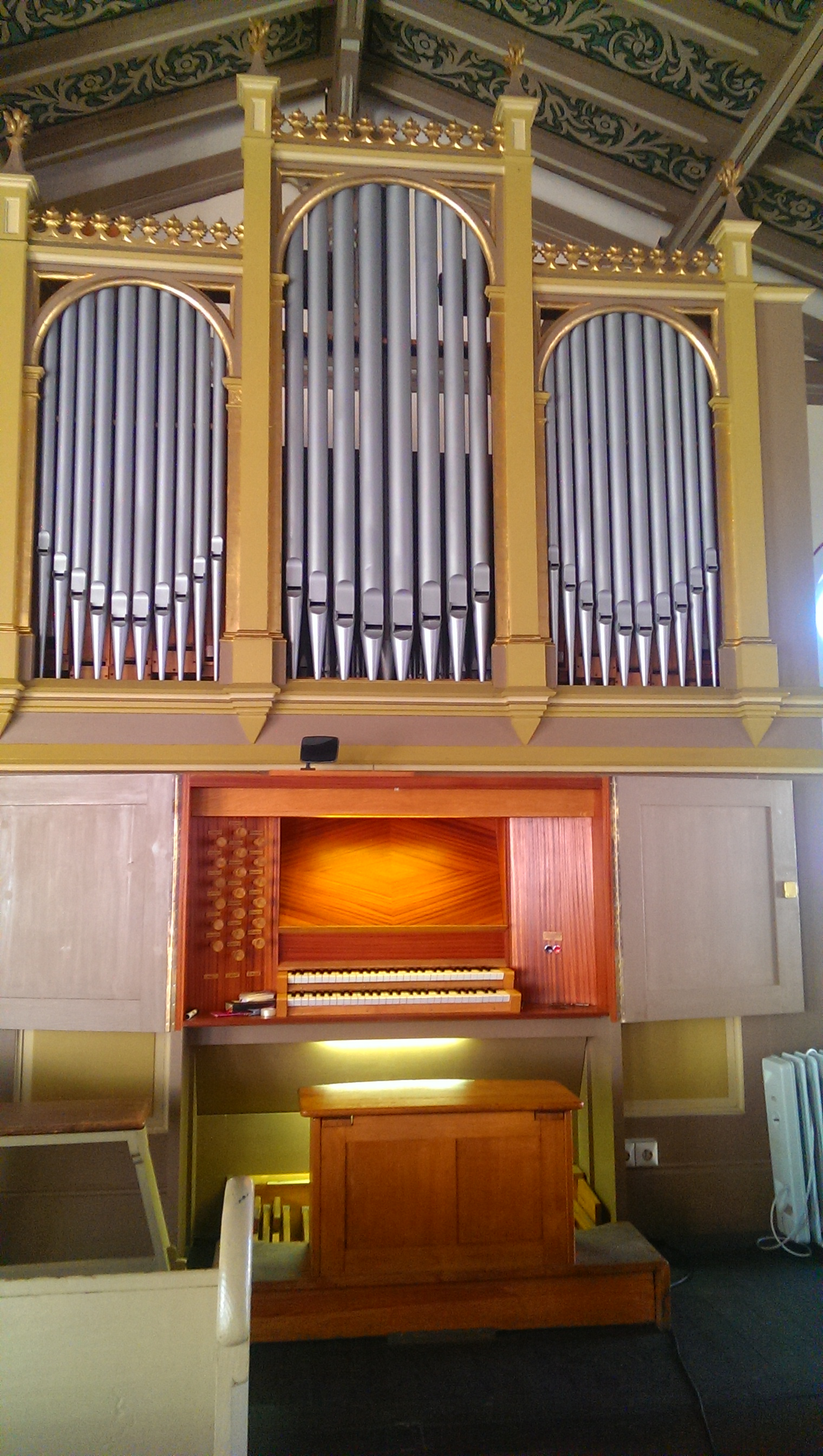
Fahlberg-Orgel (2015)

Die erste Orgel wurde 1913 von W. Sauer Orgelbau Frankfurt (Oder) gebaut und 1952 von der Firma Jehmlich Orgelbau Dresden mit Teilen der Orgel aus der abgerissenen Dorfkirche Bückgen überarbeitet. Bei der Innensanierung im Jahr 1989 wurde die Orgel von einem neuen Instrument aus der Eberswalder Orgelbauwerkstatt (Fahlberg) ersetzt, die in dem alten Gehäuse eingebaut wurde. Die mechanische Orgel hat 17 Register auf zwei Manualen und dem Pedal. Die Disposition lautet folgendermaßen:
| I Hauptwerk C–f3 |     |
| Pommer           | 16′ |
| Prinzipal        | 8′  |
| Rohrgedackt      | 8′  |
| Oktave           | 4′  |
| Gemshorn         | 4′  |
| Prästant         | 2′  |
| Mixtur III       | 1′  |

| II Schwellwerk C–f3 |       |
| Weitgedackt         | 8′    |
| Prinzipal           | 4′    |
| Rohrflöte           | 4′    |
| Blockflöte          | 2′    |
| Nassat              | 1 ⁄3′ |
| Zymbel III          | 1⁄2′  |
| Tremulant           |       |

| Pedal C–f1 |     |
| Subbaß     | 16′ |
| Oktavbaß   | 8′  |
| Choralbaß  | 4′  |
| Nachthorn  | 2′  |

- Koppeln: II/I, I/P, II/P

## Kirchengemeinde
Die Kirchengemeinde Großräschen umfasst die Stadt Großräschen, die Filialkirche in Dörrwalde sowie die Ortschaften Großräschen Ost (Schmogro), Kleinräschen und Woschkow. Sie gehörte im 19. Jahrhundert zur Superintendentur Spremberg und später zum Kirchenkreis Senftenberg in der Evangelischen Landeskirche der älteren Provinzen Preußens. Diese ging 1945 in der Evangelischen Kirche in Berlin-Brandenburg auf. Die ehemalige Filialkirche in Bückgen wurde 1990 für den Tagebau Meuro abgerissen. Am 1. Juli 1998 fusionierten die Kirchenkreise Senftenberg und Spremberg zum Kirchenkreis Senftenberg-Spremberg, seit 2004 gehört die Kirchengemeinde Großräschen zur Evangelischen Kirche Berlin-Brandenburg-schlesische Oberlausitz. Der Kirchenkreis Senftenberg-Spremberg wurde am 1. Januar 2020 aufgelöst und die Kirchengemeinde Großräschen in den Kirchenkreis Niederlausitz eingegliedert.
Die regelmäßigen sorbischsprachigen Gottesdienste in Großräschen endeten vermutlich in der ersten Hälfte des 19. Jahrhunderts. Danach wurde nur noch an Feiertagen auf Sorbisch gepredigt, im Jahr 1868 stellte der damalige Pfarrer Johann Karl Friedrich Zwahr die sorbische Predigt komplett ein. Im Jahr 1884 waren von den 1825 Einwohnern der Kirchengemeinde noch 796 Sorben, was einem Anteil von 43,6 Prozent entspricht.